# Agno (fleuve)
Pour les articles homonymes, voir Agno.
L'Agno est un fleuve des Philippines situé sur l'île de Luçon. Il possède le 5e plus grand bassin versant des Philippines. Il se jette dans le Golfe de Lingayen, dans la province de Pangasinan.